# Galeophthirus caviae
Galeophthirus caviae är en insektsart som först beskrevs av Werneck 1934.  Galeophthirus caviae ingår i släktet Galeophthirus och familjen ledlöss. Inga underarter finns listade i Catalogue of Life.